# Toxomerus floralis
Toxomerus floralis är en tvåvingeart som först beskrevs av Fabricius 1798.  Toxomerus floralis ingår i släktet Toxomerus och familjen blomflugor. Inga underarter finns listade i Catalogue of Life.